# Estação Cuitláhuac
A Estação Cuitláhuac é uma das estações do Metrô da Cidade do México, situada na Cidade do México, entre a Estação Tacuba e a Estação Popotla. Administrada pelo Sistema de Transporte Colectivo, faz parte da Linha 2.
Foi inaugurada em 14 de setembro de 1970. Localiza-se no cruzamento da Estrada México-Tacuba com a Avenida Cuitláhuac e a Avenida General Mariano Escobedo. Atende o bairro Popotla, situado na demarcação territorial de Miguel Hidalgo. A estação registrou um movimento de 7.010.603 passageiros em 2016.